# عماد بن شلف
عماد بن شلف هو لاعب كرة قدم جزائري، مواليد 12 أكتوبر 1993، يلعب حاليًا في نادي اتحاد الجزائر.

## روابط خارجية
- عماد بن شلف على موقع قاعدة بيانات كرة القدم.إي يو (الإنجليزية)
- عماد بن شلف على موقع Soccerway.com (الإنجليزية)
- عماد بن شلف على موقع كووورة